# Бурденюк, Анатолий Акимович
Анато́лий Аки́мович Бурденюк (6 мая 1922 — 26 июня 1941) — штурман 2-й авиационной эскадрильи 207-го дальнебомбардировочного авиационного полка 42-й дальнебомбардировочной авиационной дивизии 3-го бомбардировочного авиационного корпуса Дальнебомбардировочной авиации, лейтенант. Погиб во время боевого вылета, по одной из версий — в результате тарана немецкой механизированной колонны.

## Биография
Родился в 1922 году в посёлке Кармалка Бугурусланского уезда Самарской губернии. Украинец. Отец — Бурденюк Аким Иосифович, украинец-переселенец; мать — Полина Феофановна. В 1931 году семья Бурденюк переезжает в Свердловск. В 1938 году Анатолий Бурденюк окончил фабрично-заводскую школу № 11.

### Служба в рядах Красной Армии
- В 1938 году поступил в Челябинское военное авиационное училище летчиков-наблюдателей[2]. В 1940 году по окончании обучения, получил звание «лейтенант».
- 164-й авиационный полк 1 -и резервной авиационной бригады Орловского военного округа (июль 1940 — октябрь 1940). В это время Анатолий Бурденюк прошёл трёхмесячную программу переучивания на новейший двухмоторный бомбардировщик ДБ-3Ф
- С октября 1940 года — штурман 207-го дальнебомбардировочного авиационного полка 42-й дальнебомбардировочной авиационной дивизии
- Штурман 4-й эскадрильи 207-го авиаполка (24 мая — 23 июня 1941), экипаж Н. Гастелло
- Штурман 2-й эскадрильи 207-го авиаполка (с 24 июня 1941), экипаж Н. Гастелло

### Гибель
26 июня 1941 на ДБ-3Ф при нанесении удара по вражеской колонне на шоссе Молодечно — Радошковичи бомбардировщик ДБ-3Ф, штурманом которого был Анатолий Бурденюк, был подбит. Вместе с ним погибли все члены экипажа: капитан Н. Ф. Гастелло, лейтенант Г. Н. Скоробогатый, старший сержант А. А. Калинин. По официальной версии времен СССР, вражеский снаряд повредил топливный бак и командир корабля Николай Гастелло направил горящий самолёт на вражескую колонну.

## Награды
- Орден Отечественной войны I степени (1958, посмертно). Указ Президиума Верховного Совета СССР от 25.01.1958.

## Память
- Бурденюк А. А. внесен в списки личного состава Челябинского военного авиационного училища летчиков-наблюдателей.
- Центральная улица военного городка Челябинского высшего военного авиационного училища штурманов с 2003 года носит имя А. Бурденюка[3].
- На одном из зданий Челябинского высшего военного авиационного училища штурманов в честь подвига А. Бурденюка установлена мемориальная доска.
- В Екатеринбурге на здании школы[4], где учился Бурденюк, установлена мемориальная доска.
- Имя Анатолия Бурденюка носили пионерская и комсомольская организации школы № 28 Челябинска.